# 芹奈莉温
芹奈 莉温（せな りおん）は、別名義：ドメスティック夏ガール（略称：ドメ夏）。アイドルユニット「Hauptharmonie（ハウプトハルモニー）」の元メンバー。5月5日生まれ。東京都出身。血液型：A型。

## 来歴
2016年2月21日、渋谷grandeにて行われたハウプトハルモニー主催公演『Kindergarten-小川花生誕祭-』より、アイドルユニット「Hauptharmonie（ハウプトハルモニー）」に、倉木七海、茅ヶ崎りこと共に加入。
2017年2月23日、学業優先によりHauptharmonieを脱退。
2019年、名古屋発のアイドルユニット「CAMOUFLAGE」のシングル『ドメスティック夏ガール』のタイトルをそのまま引用し、自身の芸名を「ドメスティック夏ガール（略称：ドメ夏）」に改名。主にYouTubeを中心に活動開始。